# Семёнов, Аверкий Иванович
Аве́ркий Ива́нович Семёнов (1857 — ?) — член II Государственной думы от Подольской губернии, крестьянин.

## Биография

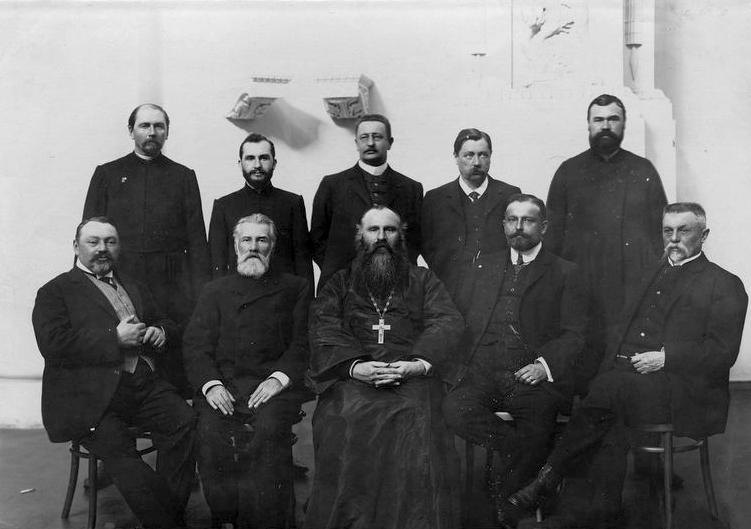
Депутаты Государственной думы II созыва от Подольской губернии. Стоят: Соловей А. А., Неизвестный-1, Неизвестный-2, Мороз П. С., Туперко С. Т.; сидят: Семёнов А. И., Лисовский В. К., Дидурык А. И., Гриневич А. И., Рогожа П. М., Матвеев С. К., Зубченко П. С., Дубонос Ф. Ф.

Православный, крестьянин села Бубновки Гайсинского уезда.
Начальное образование получил дома, малограмотный. Занимался земледелием (3½ десятин).
В феврале 1907 года был избран в члены II Государственной думы от Подольской губернии съездом уполномоченных от волостей. Входил в Трудовую группу и фракцию Крестьянского союза. Состоял членом аграрной комиссии. Выступал по аграрному вопросу, о величине контингента новобранцев, об изменении росписи государственного поземельного налога.
Дальнейшая судьба неизвестна.